# Filmografia de Lily Rabe
Esta é a lista completa de filmes e séries da atriz norte-americana Lily Rabe.

## Cinema
| Ano  | Título                       | Papel                         | Notas          |
| ---- | ---------------------------- | ----------------------------- | -------------- |
| 2001 | Never Again                  | Tess                          |                |
| 2003 | Mona Lisa Smile              | Estudante de História da Arte |                |
| 2006 | A Crime                      | Sophie                        |                |
| 2007 | No Reservations              | Bernadette                    |                |
| 2008 | What Just Happened           | Dawn                          |                |
| 2008 | The Toe Tactic               | Mona Peek                     |                |
| 2010 | Weakness                     | Katharine Browne              |                |
| 2010 | All Good Things              | Deborah Lehrman               |                |
| 2011 | Letters from the Big Man     | Sarah                         |                |
| 2013 | Aftermath                    | Samantha                      |                |
| 2013 | Redemption Trail             | Anna                          |                |
| 2014 | Pawn Sacrifice               | Joan Fischer                  |                |
| 2016 | The Veil                     | Sarah Hope                    |                |
| 2016 | Miss Stevens                 | Rachel Stevens                |                |
| 2017 | Golden Exits                 | Sam                           |                |
| 2017 | A Midsummer Night's Dream    | Helena                        |                |
| 2018 | The Phantom Menace           | Karen                         | Curta-metragem |
| 2018 | Vice                         | Liz Cheney                    |                |
| 2019 | SGT. Will Gardner            | Mary-Anne Mackey              |                |
| 2019 | Finding Steve McQueen        | Sharon Price                  |                |
| 2019 | Fractured                    | Joanne Monroe                 |                |
| 2021 | The Tender Bar               | Dorothy Moehringer            |                |
| 2023 | Downtown Owl                 | Julia Rabia                   |                |
| 2024 | The Great Lillian Hall       | Margaret Tanner               |                |
| 2025 | A Big Bold Beautiful Journey |                               |                |

## Televisão
| Ano       | Título                                | Papel                          | Notas                                      |
| --------- | ------------------------------------- | ------------------------------ | ------------------------------------------ |
| 2005      | Law & Order: Criminal Intent          | Siena Boatman                  | Episódio: "Scared Crazy"                   |
| 2006      | Law & Order: Special Victims Unit     | Nikki                          | Episódio: "Recall"                         |
| 2008      | Nip/Tuck                              | Lanie Ainge                    | Episódio: "Kyle Ainge"                     |
| 2008      | Medium                                | Joanna Wheeler                 | 2 episódios                                |
| 2009      | Last of the Ninth                     | Mary Byrne                     | Telefilme                                  |
| 2010      | Saving Grace                          | Sarah Cullen                   | Episódio: "You Can't Save Them All, Grace" |
| 2010      | Law & Order                           | Andrea Wheaton                 | Episódio: "Crashers"                       |
| 2011–2015 | The Good Wife                         | Petra Moritz                   | 3 episódios                                |
| 2011      | American Horror Story: Murder House   | Nora Montgomery                | 7 episódios                                |
| 2012–2013 | American Horror Story: Asylum         | Irmã Mary Eunice McKee         | 13 episódios                               |
| 2013–2014 | American Horror Story: Coven          | Misty Day                      | 13 episódios                               |
| 2014      | American Horror Story: Freak Show     | Irmã Mary Eunice McKee         | Episódio: "Orphans"                        |
| 2015      | The Whispers                          | Claire Bennigan                | 13 episódios                               |
| 2015      | The Walker                            | Sarah                          | Episódio: "How to Deal with a Frenemy"     |
| 2015–2016 | American Horror Story: Hotel          | Aileen Wuornos                 | 2 episódios                                |
| 2015      | Exit Strategy                         | Natalie Clayton                | Telefilme                                  |
| 2016      | American Horror Story: Roanoke        | Shelby Miller                  | 10 episódios                               |
| 2017      | Regular Show                          | Ailen                          | Episódio: "Meet the Seer"                  |
| 2017      | The Wizard of Lies                    | Catherine Hooper               | Telefilme                                  |
| 2017-2018 | Voltron: Legendary Defender           | Honerva                        | 10 episódios                               |
| 2018      | Legion                                | Joan Barrett                   | Episódio: "Chapter 12"                     |
| 2018      | American Horror Story: Apocalypse     | Misty Day                      | 2 episódios                                |
| 2019      | American Horror Story: 1984           | Lavinia Richter                | 3 episódios                                |
| 2020      | The Undoing                           | Sylvia Steineitz               | 6 episódios                                |
| 2021      | Tell Me Your Secrets                  | Emma Hall / Karen Miller       | 10 episódios                               |
| 2021      | The Underground Railroad              | Ethel                          | 2 episódios                                |
| 2021      | American Horror Story: Double Feature | Doris Gardner / Amelia Earhart | 10 episódios                               |
| 2022      | The First Lady                        | Lorena Hickok                  | 10 episódios                               |
| 2023-2024 | Shrinking                             | Meg                            | 8 episódios                                |
| 2023      | Love & Death                          | Betty Gore                     | 7 episódios                                |
| 2024      | Presumed Innocent                     | Dra. Liz Rush                  | 4 episódios                                |

## Teatro
| Ano  | Título                          | Papel                | Notas        |
| ---- | ------------------------------- | -------------------- | ------------ |
| 2005 | Steel Magnolias                 | Annelle Dupuy-Desoto | Broadway     |
| 2005 | Colder Than Here                | Jenna Bradley        | Off-Broadway |
| 2006 | Heartbreak House                | Ellie Dunn           | Broadway     |
| 2008 | Crimes of the Heart             | Babe Botrelle        | Off-Broadway |
| 2009 | The American Plan               | Lili Adler           | Broadway     |
| 2010 | The Merchant of Venice          | Pórcia               | Off-Broadway |
| 2010 | The Merchant of Venice          | Pórcia               | Broadway     |
| 2011 | Seminar                         | Kate                 | Broadway     |
| 2014 | Much Ado About Nothing          | Beatriz              | Off-Broadway |
| 2015 | Cymbeline                       | Imogen               | Off-Broadway |
| 2019 | The Importance of Being Earnest | Gwendolen Fairfax    | Broadway     |
| 2025 | Ghosts                          | Helena Alving        | Off-Broadway |